# Edwige Avice

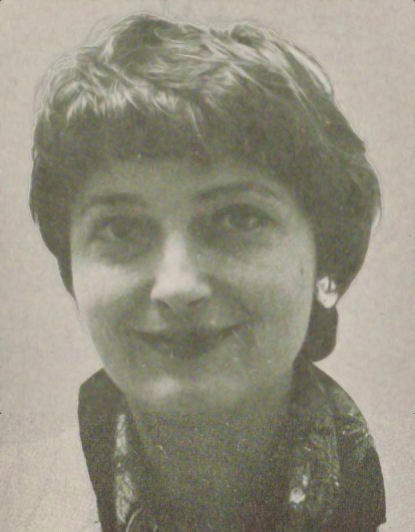
Edwige Avice (1981)

Edwige Avice (* 13. April 1945 in Nevers) ist eine französische Politikerin der Sozialistischen Partei (PS). Sie war Mitglied der französischen Nationalversammlung und Ministerin für wirtschaftliche Zusammenarbeit, Delegierte Ministerin für Jugend, Sport und Freizeit und im Außenministerium sowie Staatssekretärin im Verteidigungsministerium.

## Leben

### Herkunft, Ausbildung, Beruf und Familie
Avice, Tochter eines Ingenieurs, besuchte die Schule Cours Fénelon in ihrem Geburtsort Nevers und macht das Baccalauréat (Abitur) an der Lycée Pothier in Orléans. Nach dem Abitur studierte sie ab 1962 Rechtswissenschaften und Philologie in Paris. Die Diplome erlangte sie am Institut für Internationalen Handel und am Institut für Politische Wissenschaften.
Nach dem Studium war Avice zunächst im höheren Schuldienst tätig. Sie wechselte 1970 zur Bankgesellschaft Crédit Lyonnais und war anschließend von 1973 bis 1978 im Staatsdienst die Beauftragte für Sozialhilfefragen.
Edwige Avice heiratete 1970 den Handelsdirektor Etienne Avice.

### Politik

#### Partei und Abgeordnete
Avice trat im Jahr 1972 unter dem damaligen Parteivorsitzenden François Mitterrand der neuformierten Sozialistischen Partei bei. Dort fiel sie besonders durch ihren Einsatz für die Verbesserung der Verhältnisse im Wehrdienst auf. Der Parteitag 1977 in Nantes wählte sie in den Parteivorstand und das Exekutivbüro der Sozialistischen Partei. Innerhalb der Partei zählte sie zu dieser Zeit zum linken Flügel. Sie wurde zudem Mitglied des Zentrums für sozialistische Studien, Forschung und Bildung (CERES).
Sie trat im März 1978 bei den Wahlen zur französischen Nationalversammlung gegen den Kandidaten Christian de La Malène der konservativen RPR an. Zunächst gewann der RPR-Kandidat die Wahl. Da das französische Verfassungsgericht die Wahl von Christian La Malène jedoch annulliert hatte, fand im Oktober 1978 eine erneute Teilwahl im 14. Pariser Bezirk statt, welche Avice gewann. Diese Wahl sorgte für andesweites Aufsehen. Bei den darauffolgenden Parlamentswahlen von 1981, 1986 und 1988 zog sie immer wieder in die Nationalversammlung ein.

#### Ministerin und Staatssekretärin
Im Zuge des politischen Umschwungs in Frankreich bzw. der Präsidenten- und Kammerwahlen 1981 kam Avice bei Bildung der ersten linken Regierung in der Fünften Französischen Republik von Premierminister Pierre Mauroy (PS) im Range einer sogenannten „Beigeordneten Ministerin“ als Ressortchefin für Jugend und Sport bei Minister André Henry (PS) in das Kabinett Mauroy. Im März 1983 übernahm sie zudem das Ressort Freizeit. Sie setzte sich im Parlament für die Annahme eines Gesetzentwurfes zur Förderung der körperlichen und sportlichen Aktivitäten durch. Das Gesetz wurde in Frankreich auch als „Avice-Gesetz“ bekannt.
Aufgrund der Umbildung der Regierung im Jahr 1984 und der Bildung des Kabinetts von Premierminister Laurent Fabius (PS) wechselte Avice als Staatssekretärin unter Minister Charles Hernu (PS) in das Verteidigungsministerium. Dort war sie besonders für die Ausbildungs- und Sozialfragen zuständig. Schon in ihrer Zeit in der Parteizentrale von 1979 bis 1981 beschäftigte sie sich mit Wehrdienstfragen. Sie initiierte unter anderem Gesetzesentwürfe zur Wehrdienstverweigerung und zur Abschaffung der Militärgerichte in Friedenszeiten. Nach Hernus Rücktritt im Jahr 1985 blieb sie auch unter Verteidigungsminister Paul Quilès (PS) Staatssekretärin. Sie verließ das Ministerium nach dem knappen Sieg der Bürgerlichen bei den Kammerwahlen vom 16. März 1986 und der Bildung einer neuen Regierung von Premierminister Jacques Chirac (RPR).
Da die Regierung Chirac sich nicht lange halten konnte und der Sieg Mitterrands über Chirac bei den Präsidentenwahlen im Mai 1988 zum Rücktritt des konservativen Kabinetts geführt hatte, wurde eine erneut linke Regierung der PS unter Führung des neuen Premierministers Michel Rocard gebildet. Avice kam als Delegierte Ministerin ohne Geschäftsbereich in das Außenministerium und war damit die rechte Hand des Außenministers Roland Dumas (PS). Dort engagierte sie sich für die Verteidigung der Menschenrechte in der Volksrepublik China 1989 und in Tibet 1990. Aufgrund des Rücktritts von Premierminister Rocard wurde 1991 Édith Cresson (PS) die Nachfolgerin als Premierministerin. Im Kabinett Cresson wurde Avice zur ordentlichen Ministerin für wirtschaftliche Zusammenarbeit ernannt. Bei Bildung eines neuen Kabinetts unter Premierminister Pierre Bérégovoy (PS) wurde sie nicht erneut berücksichtigt. Die Gewichtung des Ressorts wirtschaftliche Zusammenarbeit änderte sich und wurde nur noch einem „Beigeordneten Minister“ anvertraut.

## Auszeichnungen
- Ritter der Ehrenlegion (1998)
- Offizier der Ehrenlegion (2009)
- Kommandeur der Ehrenlegion (2016)
- Großoffizier der Ehrenlegion (2021)